# Sint-Catharinakerk (Herpt)

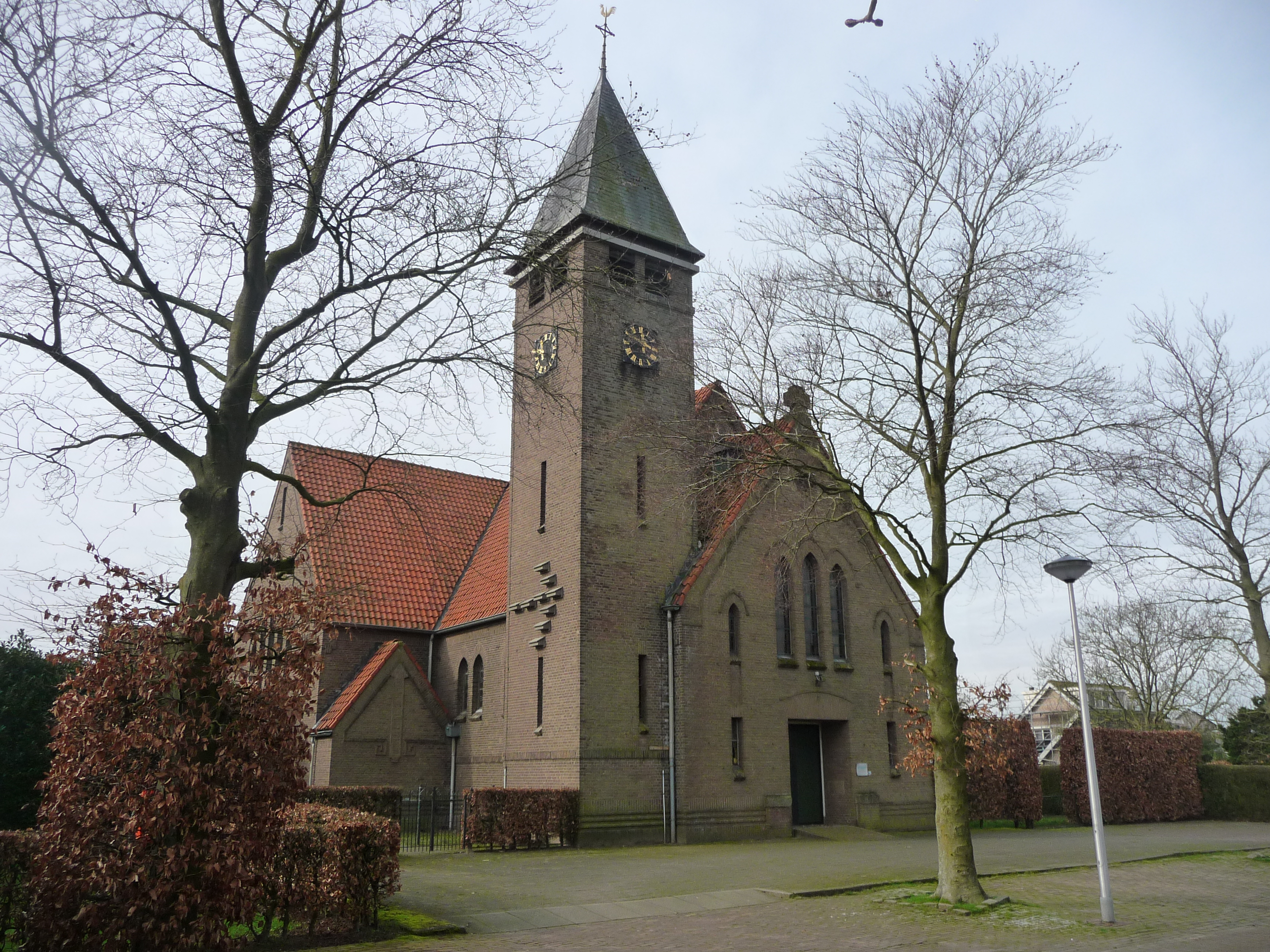
Sint-Catharinakerk

De Sint-Catharinakerk was de parochiekerk van de tot de Noord-Brabantse gemeente Heusden behorende plaats Herpt, gelegen aan de Torenstraat 4.

## Geschiedenis
In 1184 werd Herpt een zelfstandige parochie die zich afsplitste van die van Aalburg. Men bezat een romaans kerkje van tufsteen dat in de 15e eeuw door een gotisch kerkje werd vervangen, waarbij de romaanse toren bleef behouden. Dit was de Sint-Trudokerk. In 1590 werd de kerk genaast door de protestanten.
In 1892 kwam weer een parochie tot stand. In 1893 werd een café verbouwd tot noodkerk en in 1924 werd een definitieve kerk gebouwd naar ontwerp van Caspar Franssen. Tot 1969 had men een eigen pastoor, waarna de diensten werden verzorgd vanuit Abdij Mariënkroon. In 1987 kwam ook hier een einde aan. In 2003 fuseerde de parochie met die van Heusden en Herpt tot Bernse Maasparochies en in 2013 fuseerde deze op zijn beurt met Elshout en Drunen tot parochie Wonderbare Moeder.
In 2019 werd de kerk onttrokken aan de eredienst en in 2020 werd de kerk omgebouwd tot buurthuis.

## Gebouw
Het betreft een eenbeukig bakstenen kruiskerkje in moderne gotiek, met naastgebouwde toren op vierkante plattegrond, gedekt door een tentdak.